# Gelénes

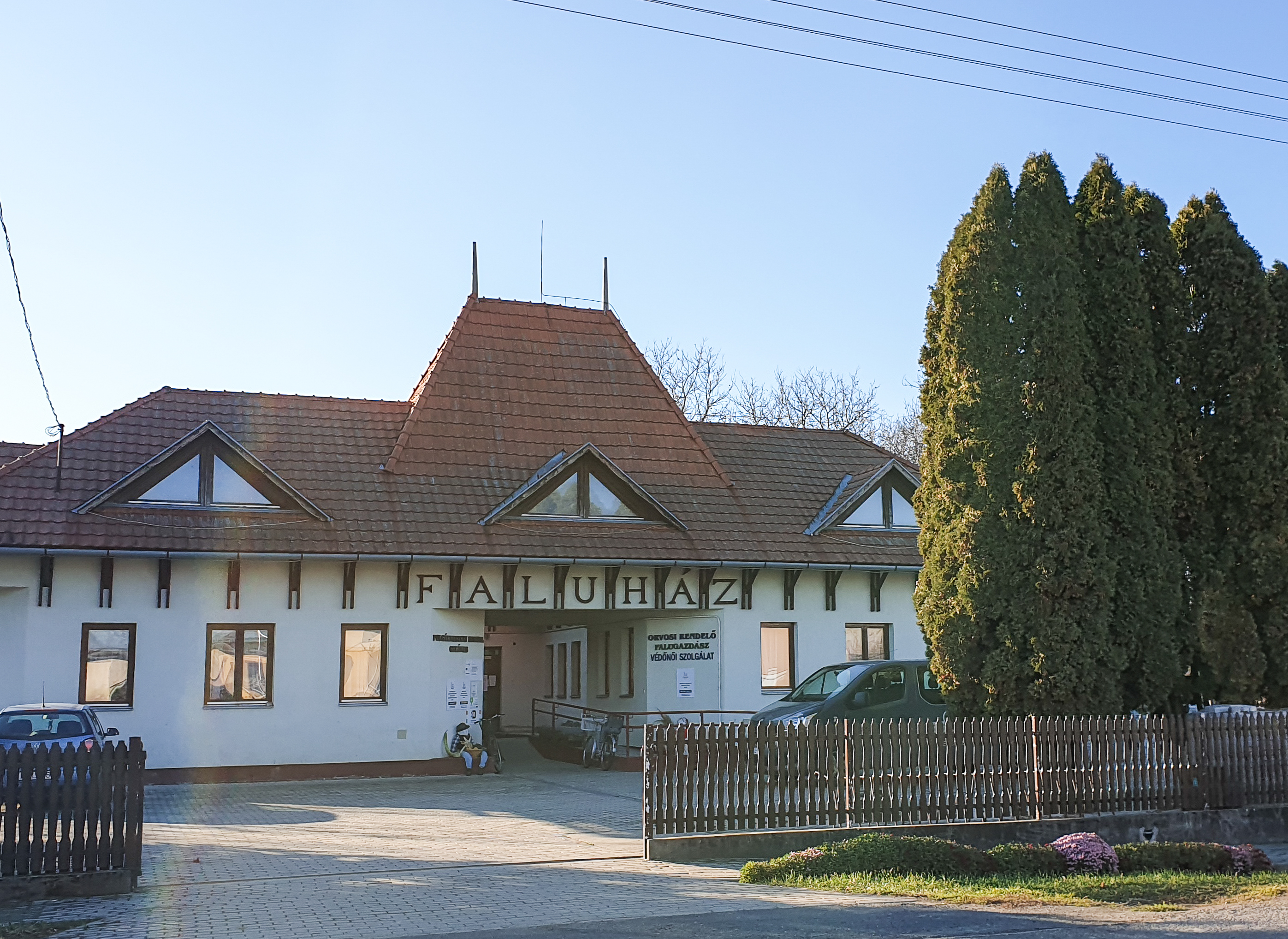
Faluház

Gelénes község Szabolcs-Szatmár-Bereg vármegyében, a Vásárosnaményi járásban.

## Fekvése
A vármegye északkeleti szélétől nem messze, a Beregi-Tiszaháton fekszik, a Mic- és a Csaroda-patak közelében, néhány kilométerre az ukrán határtól.
Természeti értékei: Bockereki-erdő, Báb-tava.
A szomszédos települések: észak felől Barabás, kelet felől Beregdaróc, dél felől Csaroda, délnyugat felől Tákos és Vásárosnamény (Gergelyiugornya), nyugat felől pedig Vámosatya.

### Megközelítése
Csak közúton érhető el, Barabás és Csaroda felől a 4124-es, Vámosatya és Beregdaróc felől a 4122-es út köti össze.
Autóbusszal 26 kilométerre van Vásárosnaménytól.

## Története
Gelénes nevét az oklevelek 1301-ben említették először Gelienus néven.
A település a Gutkeled nemzetség birtoka volt.
1301-ben Daróci István fia János a birtok keleti felét rokonának Pál fia Lőrincnek adta hitbér, jegyajándék és leánynegyed fejében. 1321-ben részeket szerzett még itt a család tagjai közül Detricus fia Mátyás, valamint Pál fia beregi ispán is, aki a birtok keleti felét is megvette Balkányi Lőrinc unokáitól. 1334-ben papja 3 gs. pápai tizedet fizetett.
Az 1400-as években a településnek földtöltéssel megerősített vára is volt, mely ekkor Upor László tulajdonában volt. 1474-ben Hunyadi Mátyás parancsára a vármegye a várat leromboltatta.
1524-re azonban Perényi János tulajdonában volt. 1567-ben  a tatárok elpusztították a várat és a falut is. 1611-ben a Várdai család fiú ágának kihalta után leányági örökségként Melith Péter birtoka lett.
1658-ban a Barkóczy családé volt.
A 18. században több család is birtokosa volt; így a Jósa, Bárczay, Péchy családok is.
1900-ban 766 lakos élt itt, 115 házban.

## Népesség
A település népességének változása:
| Lakosok száma | 569  | 567  | 574  | 607  | 516  | 525  | 520  |
|               | 2013 | 2014 | 2015 | 2021 | 2022 | 2023 | 2024 |

2001-ben a település lakosságának 87%-a magyar, 13%-a cigány nemzetiségűnek vallotta magát.
A 2011-es népszámlálás során a lakosok 88,7%-a magyarnak, 14% cigánynak, 0,2% németnek, 0,4% ukránnak mondta magát (11,1% nem nyilatkozott; a kettős identitások miatt a végösszeg nagyobb lehet 100%-nál). A vallási megoszlás a következő volt: római katolikus 2,7%, református 84,8%, görögkatolikus 2,3%, felekezeten kívüli 0,2% (10% nem válaszolt).
2022-ben a lakosság 85,9%-a vallotta magát magyarnak, 8,7% cigánynak, 1,6% ukránnak, 0,4% németnek, 0,2% bolgárnak, 1,4% egyéb, nem hazai nemzetiségűnek (14,1% nem nyilatkozott; a kettős identitások miatt a végösszeg nagyobb lehet 100%-nál). Vallásuk szerint 2,5% volt római katolikus, 62,2% református, 2,5% görög katolikus, 1,4% felekezeten kívüli (31% nem válaszolt).

## Közélete

### Polgármesterei
| 1990-'94      | 1994-'98      | 1998-'02      | 2002-'06     | 2006-'10     | 2010-'14     | 2014-'19     | 2019-'24     | 2024-        |
| ------------- | ------------- | ------------- | ------------ | ------------ | ------------ | ------------ | ------------ | ------------ |
| Baksa Gyuláné | Baksa Gyuláné | Baksa Gyuláné | Fülöp Károly | Fülöp Károly | Fülöp Károly | Fülöp Károly | Fülöp Károly | Fülöp Károly |
|               |               |               |              |              |              |              |              |              |
| –             | –             | –             | –            | –            | –            | –            | –            | –            |
|               |               |               |              |              |              |              |              |              |

| Év   | Jelöltek száma | Részvétel    | Megválasztott polgármester | Megválasztott polgármester | Megválasztott polgármester | Szavazat     | Szavazat     | Forrás |  |
| Év   | Jelöltek száma | Részvétel    | név                        | szervezet                  | szervezet                  | db           | érv.%        | Forrás |  |
| ---- | -------------- | ------------ | -------------------------- | -------------------------- | -------------------------- | ------------ | ------------ | ------ |  |
| 1990 | (nincs adat)   | (nincs adat) | Baksa Gyuláné              |                            | –                          | (nincs adat) | (nincs adat) | [ 6 ]  |  |
| 1994 | 4              | 85%          | Baksa Gyuláné              |                            | –                          | 187          | 47%          | [ 7 ]  |  |
| 1998 | 1              | 51%          | Baksa Gyuláné              |                            | –                          | 307          | 100%         | [ 8 ]  |  |
| 2002 | 2              | 77%          | Fülöp Károly               |                            | –                          | 228          | 62%          | [ 9 ]  |  |
| 2006 | 3              | 85%          | Fülöp Károly               |                            | –                          | 335          | 80%          | [ 10 ] |  |
| 2010 | 1              | 58%          | Fülöp Károly               |                            | –                          | 251          | 100%         | [ 11 ] |  |
| 2014 | 1              | 51%          | Fülöp Károly               |                            | –                          | 227          | 100%         | [ 12 ] |  |
| 2019 | 2              | 66%          | Fülöp Károly               |                            | –                          | 199          | 59%          | [ 13 ] |  |
| 2024 | 2              | 65,92%       | Fülöp Károly               |                            | –                          | 189          | 65,63%       | [ 1 ]  |  |
|      |                |              |                            |                            |                            |              |              |        |  |

## Nevezetességei
- Református templom